# Neu-Seeland
Neu-Seeland (Nedersorbisch: Nowa Jazorina) is een gemeente in de Duitse deelstaat Brandenburg, en maakt deel uit van de Landkreis Oberspreewald-Lausitz.

## Demografie
| Jaar | Inwoners |
| ---- | -------- |
| 1875 | 1 944    |
| 1890 | 1 940    |
| 1910 | 2 122    |
| 1925 | 2 160    |
| 1933 | 2 038    |
| 1939 | 1 870    |
| 1946 | 2 512    |
| 1950 | 2 481    |
| 1964 | 1 687    |
| 1971 | 1 572    |

| Jaar | Inwoners |
| ---- | -------- |
| 1981 | 1 124    |
| 1985 | 1 000    |
| 1989 | 841      |
| 1990 | 814      |
| 1991 | 781      |
| 1992 | 1 443    |
| 1993 | 1 043    |
| 1994 | 1 125    |
| 1995 | 1 157    |
| 1996 | 1 235    |

| Jaar | Inwoners |
| ---- | -------- |
| 1997 | 1 169    |
| 1998 | 1 081    |
| 1999 | 1 199    |
| 2000 | 1 112    |
| 2001 | 1 153    |
| 2002 | 1 098    |
| 2003 | 1 098    |
| 2004 | 999      |
| 2005 | 929      |
| 2006 | 817      |

| Jaar | Inwoners |
| ---- | -------- |
| 2007 | 801      |
| 2008 | 785      |
| 2009 | 607      |
| 2010 | 573      |
| 2011 | 630      |
| 2012 | 614      |
| 2013 | 606      |

Altdöbern ·
Bronkow ·
Calau ·
Frauendorf ·
Großkmehlen ·
Großräschen ·
Grünewald ·
Guteborn ·
Hermsdorf ·
Hohenbocka ·
Kroppen ·
Lauchhammer ·
Lindenau ·
Lübbenau ·
Luckaitztal ·
Neu-Seeland ·
Neupetershain ·
Ortrand ·
Ruhland ·
Schipkau ·
Schwarzbach ·
Schwarzheide ·
Senftenberg ·
Tettau ·
Vetschau/Spreewald